# Freddy Lim
Freddy Lim Chang-zuo (nacido el 1 de febrero de 1976), conocido artísticamente como Freddy Lim, es un político, músico, cantante y compositor taiwanés. Fue uno de los fundadores del Partido Nuevo Poder en Taiwán. Profesionalmente es la voz principal del grupo  Chthonic. Fue además presidente de Amnistía Internacional de Taiwán. En el 2015, Freddy anunció que su candidatura para las elecciones del poder Legislativo en enero del 2016 por el Partido de "Nuevo Poder", en la quinta circunscripción de la ciudad de Taipéi. Actualmente es miembro del parlamento legislativo.

## Primeros años
Lim era un ferviente partidario de la reunificación china como estudiante, porque se le enseñó a partir de libros de texto centrados en China en la escuela media y secundaria. Un diagnóstico de ansiedad en la escuela secundaria lo hizo inelegible para el servicio militar. Lim formó Chthonic en 1995, durante su segundo año de universidad, cuando comenzó a identificarse más fuertemente con su identidad taiwanesa.
A menudo conocido simplemente como Freddy en Taiwán, Lim eligió nombrarse después de Freddy Krueger. En el escenario, Lim es conocido como «Left Face of Maradou» y usó pintura de cadáveres que retrataba al Ba-Jia-Jiang en actuaciones hasta 2011, cuando la banda terminó su uso de pintura de cadáver.